# Кардам, князь Тирновський
Кардам Саксен-Кобург-Готський, князь Тирновський, герцог Саксонський (болг. Кардам Търновски; 2 грудня 1962, Мадрид — 7 квітня 2015, Мадрид) — старший син колишнього болгарського царя Симеона II і його дружини, доньї Маргарити Гомес-Асебо-і-Сехуэла.

## Біографія
Принц Кардам народився в Мадриді. Був хрещений у православну віру. Ім'я своє він отримав на честь болгарського хана Кардама. Хоча він народився вже після скасування у 1946 році монархії, роялістами вважався наслідним принцом болгарського трону. Був відомий також як Кардам Болгарський і Кардам Тирновський, причому останній титул надавався спадкоємцям болгарського престолу.
Освіту здобув в університетах США: після закінчення факультету філософії і міжнародної економіки в університеті «Кларк» продовжив навчання та отримав ступінь в галузі економіки сільського господарства; в пенсильванському університеті пройшов спеціалізацію з агропромисловості та гідромеліорації. З 1989 року працював в Буенос-Айресі в багатонаціональній агропромислової компанії «Фаунтинхед груп» (англ. The Fountainhead Group). Потім перебрався до США, де працював в компанії GIC (англ. GIC Agricultural Group) сільськогосподарським економістом. Комерційний директор телекомунікаційної компанії «Телефонія мовилес інтерконтиненталь» (ісп. Telefonía Móviles Intercontinental), генеральний директор проектів UMTS.
15 серпня 2008 року принц Кардам і його дружина потрапили в ДТП на 42-му кілометрі автостради N-1. Вилетівши на узбіччя, автомобіль «Ягуар» врізався в дерево та перекинувся. У важкому стані Кардам був доставлений в лікарню, де у нього була діагностована серйозна черепно-мозкова травма і пошкодження обох рук, пізніше він був введений у стан штучної коми.
Князь Кардам помер 7 квітня 2015 року в мадридській лікарні «Санчинаро» .
Співчуття родині висловили прем'єр-міністр Болгарії Бойко Борисов, король Іспанії Філіп VI, а також інші представники європейських королівських родин.

## Шлюб і діти
11 липня 1996 року в Мадриді Кардам одружився з доньєю Мириям де Унгриа Лопес (нар. 2 вересня 1963, Мадрид), донькою дона Бернардо де Унгриа і Гоубури і доньї Марії дель Кармен Лопес і Олеага. У подружжя було двоє синів, які є першим і другим в лінії спадкоємства болгарського престолу:
- Борис (нар. 12 жовтня 1997 року, Мадрид), князь Тирновський, герцог Саксонський — спадкоємець Болгарського царського престолу після смерті батька
- князь Белтран (нар. 23 березня 1999, Мадрид)

Кардам був хрещеним батьком грецького принца Акилеса-Андреаса, онука поваленого короля Греції Костянтина II.